# إيمان المصباحي
إيمان المصباحي مخرجة مغربية ابنة المخرج عبد الله المصباحي بدأت مسيرتها كممثلة وهي صغيرة في بعض أفلام والدها الصمت اتجاه ممنوع و غدا لن تتبدل الأرض لكنها غيرت مسارها بعد ذلك حين انتقلت أسرتها للإقامة في مصر حيث درست تعليمها الثانوي هناك اختارت الدراسة في المعهد العالي للسينما في القاهرة, حيث فضلته على الدراسة بأوروبا كحال باقي المخرجين المغاربة, بدأت مسيرة إخراجها سنة 1985 أي قبل تخرجها من المعهد سنة 1987, وكانت أول عمل لها مع القناة الأولى المغربية يحمل عنوان امرأة في دوامة الحياة, وبعدها انطلقت في عدد من الأفلام التلفزيونية من بينها امرأة تريد الطلاق, امرأة و الثوب الضيق, امرأة بلا رجل و بيت الريح, قبل أن تخرج أول فيلم سينيمائي لها سنة 2001 بعنوان جنة الفقراء الذي لم ينجح لها ,
المخرجة ترتكز في أغلب أعمالها على المشاكل التي تتعرض لها النساء في المغرب , كونها امرأة أولا و دخلت عالم الإخراج من أجل هذه الغاية, وقد أنشأت في بداية هذه الألفية شركة لتوزيع الأفلام العربية.